# Вольны, Рышард
Рышард Марцин Вольны (пол. Ryszard Marcin Wolny; 24 марта 1969, Рацибуж, Силезское воеводство, Польша) — польский борец греко-римского стиля, чемпион Олимпийских игр, призёр чемпионата мира, чемпион Европы, десятикратный чемпион Польши (1989, 1993—2001). Участник пяти Олимпиад.

## Биография
Начал заниматься борьбой в 1980 году. В 1987 году стал чемпионом Польши среди юниоров. В том же году победил на чемпионате Европы среди юниоров, а в 1988 году — в возрастной категории espoir.
На летних Олимпийских играх 1988 года в Сеуле боролся в категории до 62 килограммов (полулёгкий вес). Участники турнира, числом в 21 человек в категории, были разделены на две группы. За победу в схватках присуждались баллы, от 4 баллов за чистую победу и 0 баллов за чистое поражение. В каждой группе определялись четыре борца с наибольшими баллами (борьба проходила по системе с выбыванием после двух поражений), они разыгрывали между собой места с первое по восьмое. Победители групп встречались в схватке за первое-второе места, занявшие второе место — за третье-четвёртое места и так далее. 19-летний польский дебютант потерпел поражение в первых же двух схватках и из турнира выбыл.
| Круг | Соперник        | Страна | Результат | Основание                                 | Время схватки |
| ---- | --------------- | ------ | --------- | ----------------------------------------- | ------------- |
| 1    | Ян Чанцэнь      | Китай  | Поражение | 2-3 (1 балл)                              |               |
| 2    | Сундзи Накадомэ | Япония | Поражение | 1-14 (за явным преимуществом) (0,5 балла) |               |

В 1989 году был шестым на Гран-при Германии среди взрослых и завоевал бронзовую медаль чемпионата мира в возрастной категории espoir. В 1990 году завоевал бронзовые медали чемпионатов мира и Европы. В 1991 году на чемпионате мира был лишь 17-м. В 1992 году был седьмым на Гран-при Германии и пятым на чемпионате Европы.
На летних Олимпийских играх 1992 года в Барселоне боролся в категории до 68 килограммов (лёгкий вес). Участники турнира, числом в 19 человек в категории, были разделены на две группы. Регламент турнира остался в основном прежним, только в каждой группе определялись пять борцов с наибольшими баллами, которые разыгрывали между собой места с первое по десятое. Выиграв и проиграв две схватки, Ришард Вольны в группе занял четвёртое место, и затем победил в схватке за седьмое место.
| Круг               | Соперник         | Страна               | Результат | Основание     | Время схватки |
| ------------------ | ---------------- | -------------------- | --------- | ------------- | ------------- |
| 1                  | Такуми Мори      | Япония               | Победа    | 1-0 (3 балла) |               |
| 2                  | Мартин Корнбакк  | Швеция               | Победа    | 3-1 (3 балла) |               |
| 3                  | Сесилио Родригес | Куба                 | Поражение | 1-6 (1 балл)  |               |
| 4                  | Ислам Дугучиев   | Объединённая команда | Поражение | 1-5 (1 балл)  |               |
| Финал (за 7 место) | Дуг Йетс         | Канада               | Победа    | 1-0 (3 балла) |               |

В 1993 году остался пятым на чемпионатах Европы и мира и 11-м на Гран-при Германии. В 1994 году на чемпионате Европы был вновь пятым, на чемпионате мира — четвёртым. В 1995 году завоевал звание вице-чемпиона Европы, был четвёртым на чемпионате мира, вторым на Гран-при Германии. В 1996 году остался только 12-м на чемпионате Европы и в результате не смог квалифицироваться на Олимпийские игры. Попал на Игры только на основании «дикой карты», выданной FILA и полученной за 24 часа до окончания срока заявок.
На летних Олимпийских играх 1996 года в Атланте боролся в категории до 62 килограммов (лёгкий вес). После первого круга борцы делились на две таблицы: победителей и побеждённых. Победители продолжали бороться между собой, а побеждённые участвовали в утешительных схватках. После двух поражений в предварительных и классификационных (утешительных) раундах борец выбывал из турнира. В ходе турнира, таким образом, из таблицы побеждённых убывали дважды проигравшие, но она же и пополнялась проигрывающими из таблицы победителей. В конечном итоге определялись восемь лучших борцов. Не проигравшие ни разу встречались в схватке за 1-2 место, выбывшие в полуфинале встречались с победителями утешительных схваток и победители этих встреч боролись за 3-4 места и так далее. В категории боролись 22 спортсмена. Рышард Вольны, победив в первой схватке действующего олимпийского чемпиона Аттилу Репку, в дальнейшем особых проблем не испытывал и стал олимпийским чемпионом — крайне редкий случай для попавшего на олимпиаду только благодаря «дикой карте».
| Круг          | Соперник        | Страна     | Результат | Основание      | Время схватки |
| ------------- | --------------- | ---------- | --------- | -------------- | ------------- |
| 1             | Аттила Репка    | Венгрия    | Победа    | 6-1 (6 баллов) | 5:00          |
| 2             | -               | -          | -         | -              | -             |
| Четвертьфинал | Любал Колас     | Куба       | Победа    | 6-0 (3 балла)  | 5:00          |
| Полуфинал     | Григорий Пуляев | Узбекистан | Победа    | 3-0 (8 баллов) | 5:00          |
| Финал         | Гани Ялуз       | Франция    | Победа    | 7-0            | 5:00          |

В 1997 году остался всего лишь 10-м на чемпионате мира. В 1998 году на чемпионате мира был лишь шестым, на чемпионате Европы лишь восьмым. В 1999 году завоевал «серебро» на чемпионате Европы, а на чемпионате мира был лишь двадцатым. В 2000 году участвовал в четырёх квалификационных предолимпийских турнирах, в одном победил, в одном взял «серебро»; в двух других был десятым и четырнадцатым.
На летних Олимпийских играх 2000 года в Сиднее боролся в категории до 69 килограммов (полусредний вес). Участники турнира, числом в 19 человек, были разделены на шесть групп, в каждой из которых борьба велась по круговой системе. Победители в группах выходили в четвертьфинал, где боролись по системе с выбыванием после поражения. Проигравшие занимали места соответственно полученным в схватках квалификационным и техническим баллам. Рышард Вольны в группе из четырёх человек одну схватку проиграл, одну выиграл и одну не боролся, поскольку белорус Владимир Копылов проиграл к тому времени две встречи, так что победа польскому борцу была засчитана автоматически. Занял общее 7 место.
| Круг         | Соперник        | Страна  | Результат | Основание                  | Время схватки |
| ------------ | --------------- | ------- | --------- | -------------------------- | ------------- |
| 1 (группа 6) | Алексей Глушков | Россия  | Поражение | 1-8 (1 технический балл)   | 6:00          |
| 2 (группа 6) | Рустам Аджи     | Украина | Победа    | 7-1 (7 технических баллов) |               |
| 3 (группа 6) | -               | -       | -         | -                          |               |

После Олимпийских игр в течение двух лет не выступал активно. В 2003 году был 12-м на чемпионате мира. В 2004 году выступал на двух отборочных квалификационных турнирах, занял 4-е и 25-е место.
На летних Олимпийских играх 2004 года в Афинах боролся в категории до 66 килограммов (полусредний вес). В соревнованиях участвовали 20 человек, регламент турнира был прежним. Проиграв две схватки, Рышард Вольны из турнира выбыл, заняв итоговое 17 место.
| Круг         | Соперник        | Страна      | Результат | Основание                                      | Время схватки |
| ------------ | --------------- | ----------- | --------- | ---------------------------------------------- | ------------- |
| 1 (группа C) | Фарид Мансуров  | Азербайджан | Поражение | 2-6 (2 технических, 1 квалификационный балл)   | 6:00          |
| 2 (группа C) | Хуан Луис Марен | Куба        | Поражение | 0-3 (0 технических, 0 квалификационных баллов) | 7:58          |

С 1990 по 2005 год выступал как профессиональный борец в немецкой бундеслиге.
В 2005 году оставил спортивную карьеру, перейдя на тренерскую работу. С 2007 года был тренером национальной сборной.
Окончил в 1990 году техникум в Рацибуже, получив квалификацию механика и в 1997 году филиал Варшавского института физкультуры в Гожуве-Великопольском.
В 2006 году был избран в городской совет Рацибужа, став председателем комитета образования, культуры, спорта, досуга и социальных услуг. В 2010 году был переизбран, на настоящий момент занимает пост вице-председателя совета.
Кавалер 5-й степени ордена Возрождения Польши (1996).
Живёт в Рацибуже с женой и сыном.